# Friedrich Alfred Beck
Friedrich Alfred Beck (* 29. Juni 1899 in Harpen; † 25. August 1985 in Gräfelfing bei München) war ein deutscher nationalsozialistischer Politiker, Philosoph und Pädagoge.

## Leben
Friedrich Alfred Beck trat zunächst in den zwanziger Jahren mit Veröffentlichungen zum Philosophen Rudolf Eucken hervor. Zum 1. Oktober 1930 trat er der NSDAP bei (Mitgliedsnummer 318.399). 1933 wurde er Kommissarischer Leiter bei der Regierung in Arnsberg, Hilfsreferent in der Unterrichtsabteilung des Preußischen Kultusministeriums und Ministerialrat im Preußischen Ministerium für Wissenschaft und Kunst. 
1935 promovierte Beck in Königsberg bei Hans Heyse über den Nationalsozialismus als ganzheitliche Einheit von Geist und Leben. Er war überdies Leiter der Hochschule für Politik der NSDAP Westfalen-Süd, trat als Gau- und Reichsredner auf und war als Gaukulturwart tätig. 
Beck publizierte in den Jahren 1933 bis 1944 zahlreiche, zum Teil umfangreiche nationalsozialistische Propagandaschriften. 
Ab 1939 war er Chefredakteur der Siegener Zeitung.
Von Anfang 1942 bis 1943 war er Leiter des Langen Müller Verlags.
Nach Ende des Nationalsozialismus wurden Becks Schriften in der Sowjetischen Besatzungszone auf die Liste der auszusondernden Literatur gesetzt.
In der Bundesrepublik konnte Beck seine Autoren- und Verlegertätigkeit fortsetzen. Dabei zeigte er sich als bleibender Anhänger des untergangenen Regimes. So erschien 1953 im Friedrich Alfred Beck Verlag, München-Gräfelfing, die Rechtfertigungsschrift „Im Angesicht des Galgens“ des vormaligen und im Ergebnis des Prozesses gegen die Hauptkriegsverbrecher hingerichteten Generalgouverneurs des „Generalgouvernements“ Hans Frank.

## Schriften
- Religionsunterricht oder Moralunterricht?: Eine philosophisch-pädagogische Untersuchung des Problems. Verlag A. Haase, Leipzig 1921
- Die Willensfreiheit als psychologisches und erkenntnistheoretisch-metaphysisches Problem. Verlag A. Haase, Leipzig 1922
- Das philosophische und menschliche Ethos Rudolf Euckens. Verlag Beyer und Söhne, Langensalza 1926
- Eucken und Spengler. Verlag Beyer und Söhne, Langensalza 1926
- Rudolf Eucken und sein Zeitalter. Verlag Beyer und Söhne, Langensalza 1926
- Rudolf Eucken: Ein Geistesbild. Verlag der Deutschen Buchgemeinschaft, Berlin 1928
- Deutschlands Wiedergeburt durch den Nationalsozialismus. Verlag Velhagen und Klasing, Bielefeld 1933
- Geistige Grundlagen der neuen Erziehung: Dargestellt aus der nationalsozialistischen Idee. Verlag A. W. Zickfeldt, Osterwieck/Harz 1933
- Hochschule für Politik der NSDAP: Ein Leitfaden. J. F. Lehmanns Verlag 1933 (Hrsg. zusammen mit Josef Wagner.)
- Schöpferische Philosophie: Grundlagen geistiger Lebensführung und Lebensgestaltung. Verlag Ferdinand Hirt, Breslau 1933
- Die Erziehung im Dritten Reich: Ein Beitrag zur Pädagogik der politischgeistigen Persönlichkeit. Verlag Crüwell, Dortmund 1936
- Idee und Wirklichkeit: Der Nationalsozialismus als ganzheitliche Einheit von Geist und Leben. Verlag Triltsch, Würzburg 1936
- Im Kampf um die Philosophie des lebendigen Geistes. Verlag Ferdinand Hirt, Breslau 1936
- Kampf und Sieg. Geschichte der Nationalsozialistischen Deutschen Arbeiterpartei im Gau Westfalen-Süd von den Anfängen bis zur Machtübernahme. Westfalen-Verlag, Dortmund 1938
- Politische Gemeinschaft und geistige Persönlichkeit. Westfalen-Verlag, Dortmund 1938
- Die Idee im Kampf. Westfalen-Verlag, Dortmund 1939
- Deutsche Vollendung: Idee und Wirklichkeit des nationalsozialistischen Reiches. Verlag Carl Feldmüller, Bochum 1941
  - 2., erw. Aufl. 1944
- Der Aufgang des germanischen Weltalters. Verlag Carl Feldmüller, Bochum 1944
- Tagebuch eines Mannes, der Hungerturm hieß. Friedrich Alfred Beck Verlag, München 1952
- Lügen haben lange Beine: Ein weltgeschichtliches Panoptikum von Homer bis Pasternak, von Sokrates bis Sartre, von Nebukadnezar bis Hitler. Hans Zauner Verlag, Dachau [1959]
- Mit spitzgestellten Lauschern: Als Jäger auf vergessenen Fährten. Bayerischer Landwirtschaftsverlag, München/Basel/Wien 1963